# Szentgyörgyvölgy
Szentgyörgyvölgy ist eine ungarische Gemeinde im Kreis Lenti im Komitat Zala. Neben dem Ortszentrum gehören folgende sieben Siedlungen zur Gemeinde: Asszonyfa, Csekeszer, Cséplak, Alsófarkasi,  Felsőfarkasi, Cilinkó und Kógyár.

## Geografische Lage
Szentgyörgyvölgy liegt 36 Kilometer südwestlich des Komitatssitzes Zalaegerszeg, 15 Kilometer nordwestlich der Kreisstadt Lenti, am Fluss Szentgyörgyvölgyi-patak und an der Grenze zu Slowenien. Nachbargemeinden sind Márokföld, Felsőszenterzsébet, Alsószenterzsébet, Magyarföld und Velemér. Jenseits der Grenze befindet sich der slowenische Ort Kobilje.

## Geschichte
Im Jahr 1913 gab es in der damaligen Kleingemeinde 283 Häuser und 1179 Einwohner auf einer Fläche von 4511 Katastraljochen. Sie gehörte zu dieser Zeit zum Bezirk Alsólendva im Komitat Zala.

## Sehenswürdigkeiten
- 1848er-Denkmal
- Imre-Gózon-Bronzebüste, erschaffen 1996 von Péter Szabolcs
- Reformierte Kirche, erbaut 1787, der Turm wurde 1792–1793 hinzugefügt, mit bemalter Kassettendecke
- Römisch-katholische Kirche Szent György, erbaut 1777–1807 im spätbarocken Stil, die Orgel wurde 1833 gebaut
- Skulptur Sárkányölő, erschaffen 2000 von Péter Szabolcs

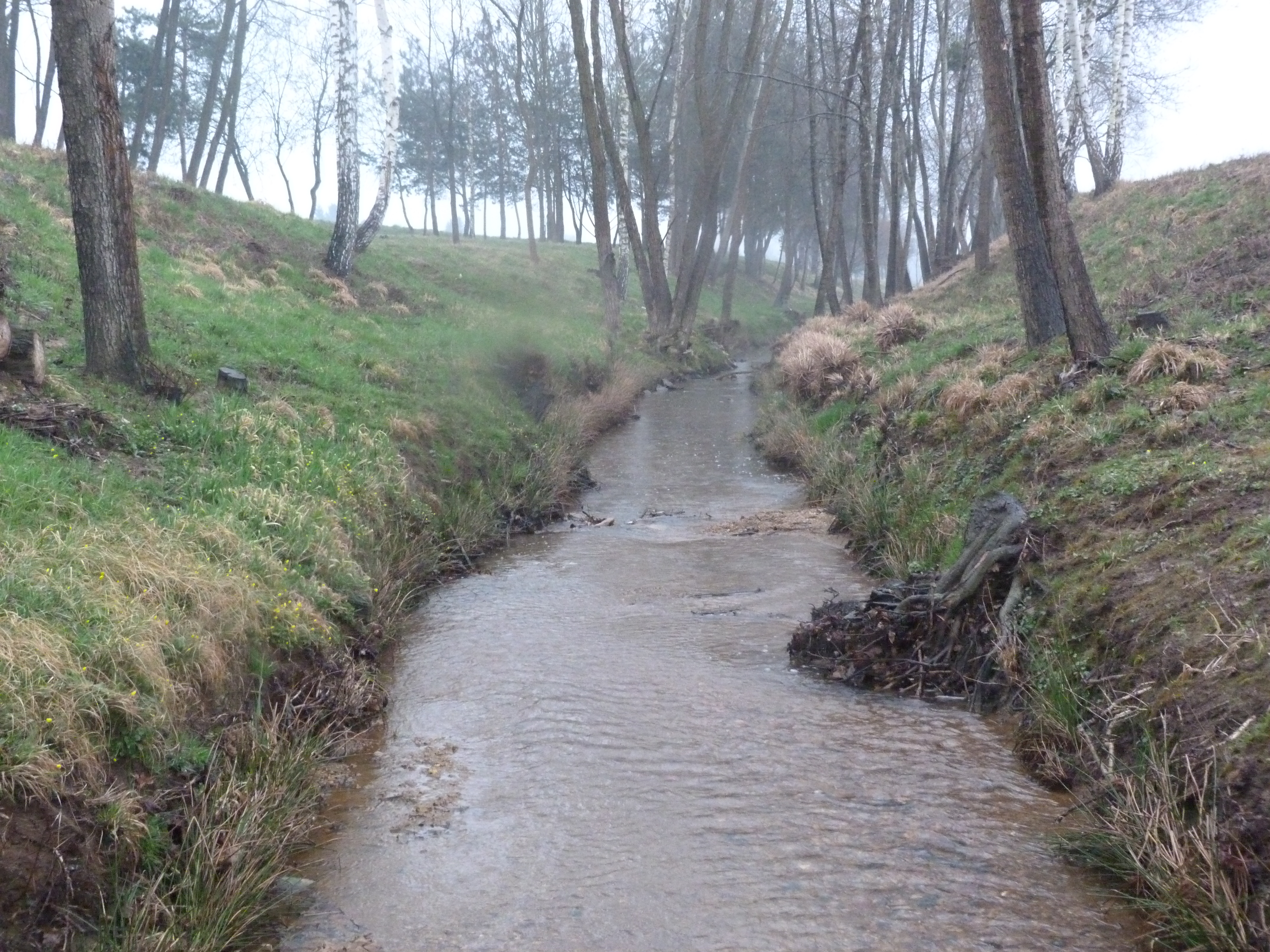
Szentgyörgyvölgyi-patak
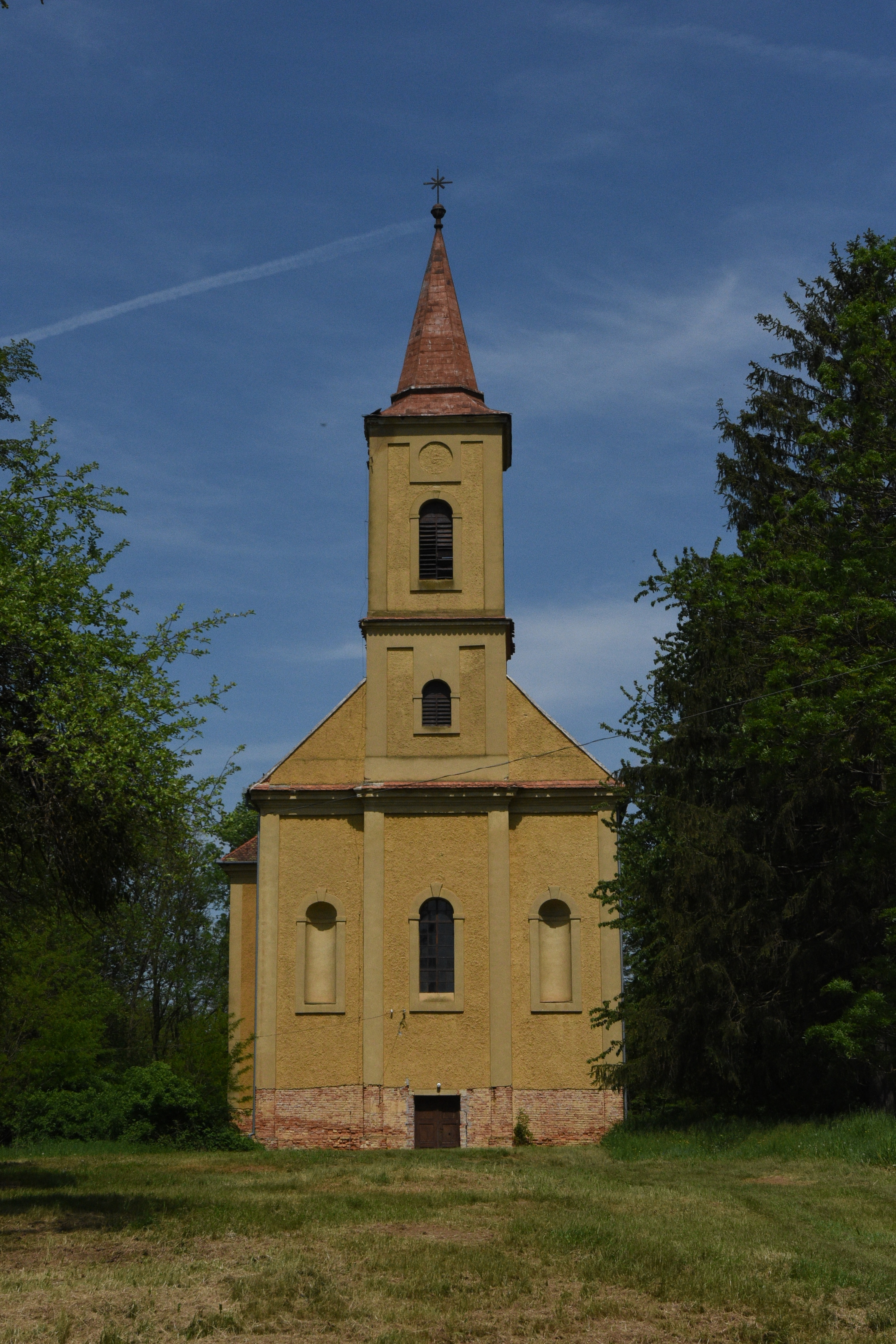
Römisch-katholische Kirche Szent György
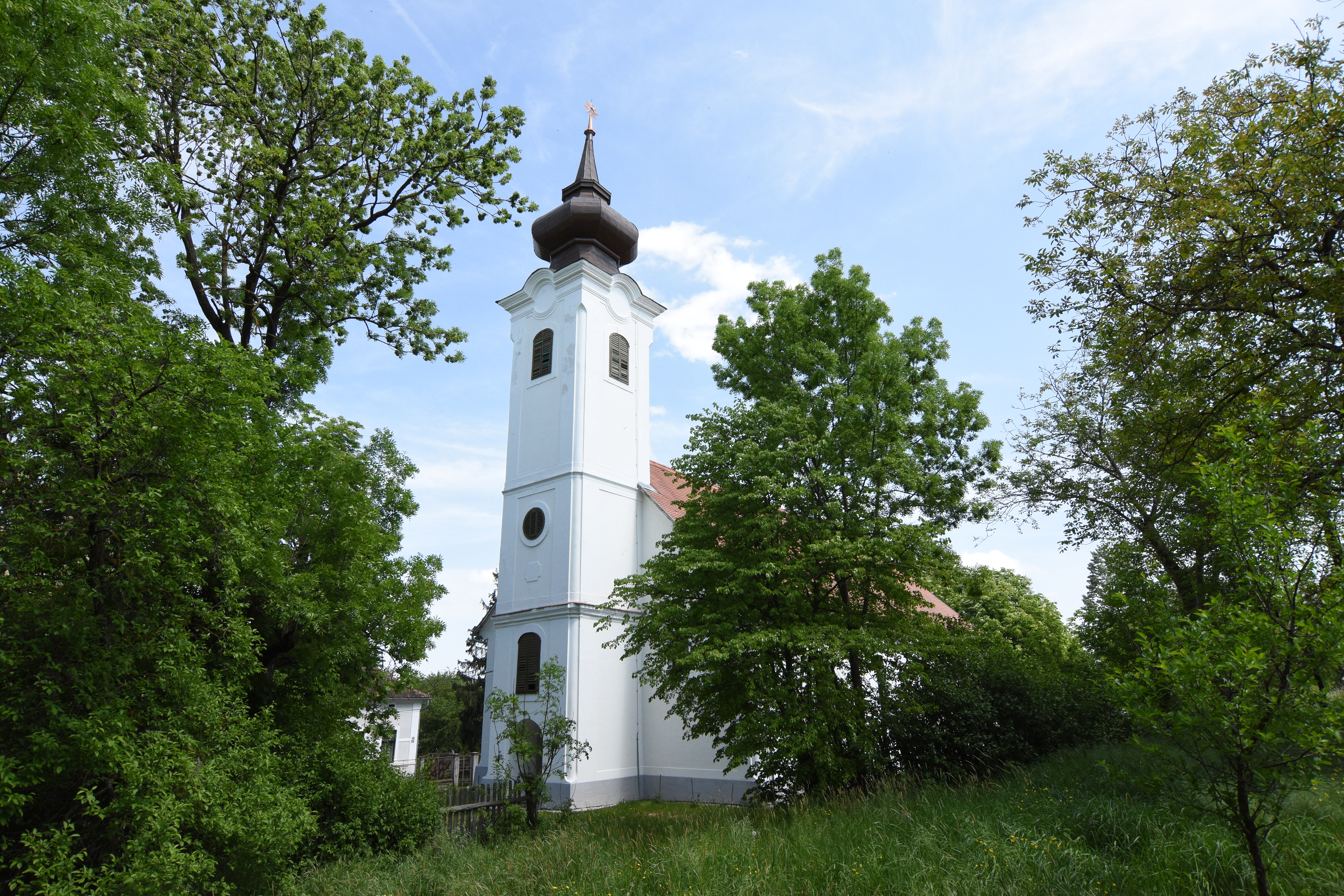
Reformierte Kirche
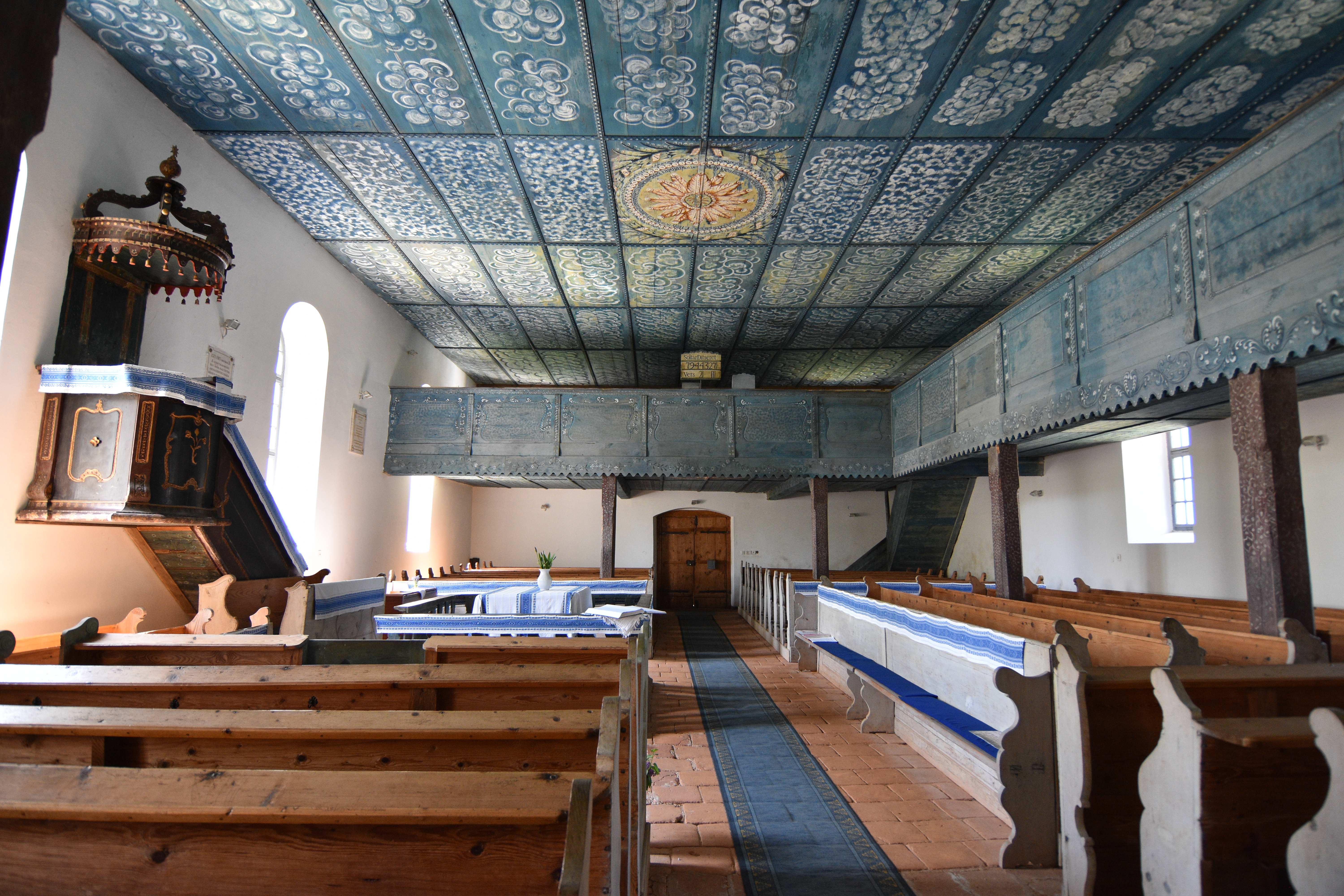
Innenraum der reformierten Kirche
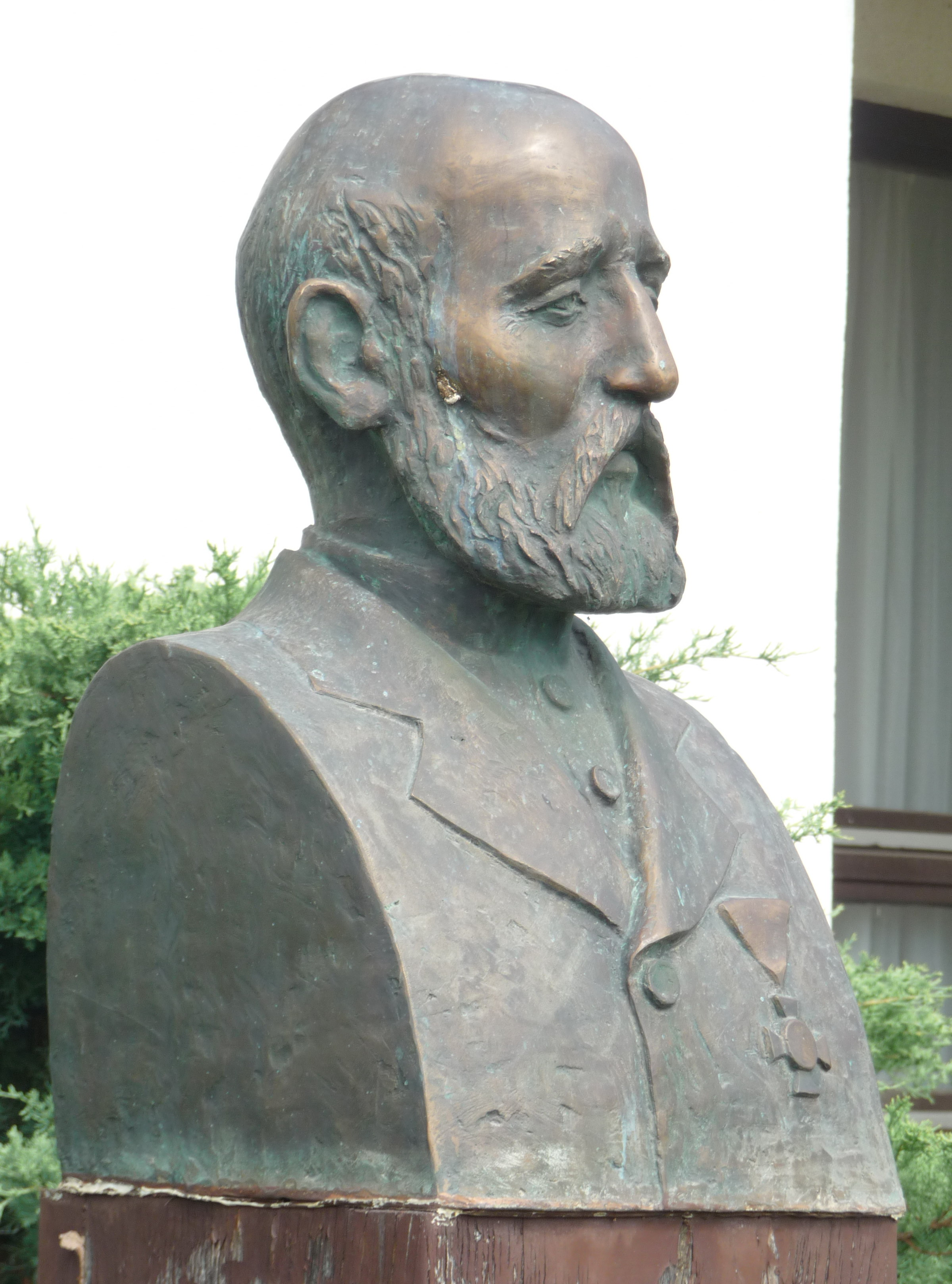
Imre-Gózon-Büste
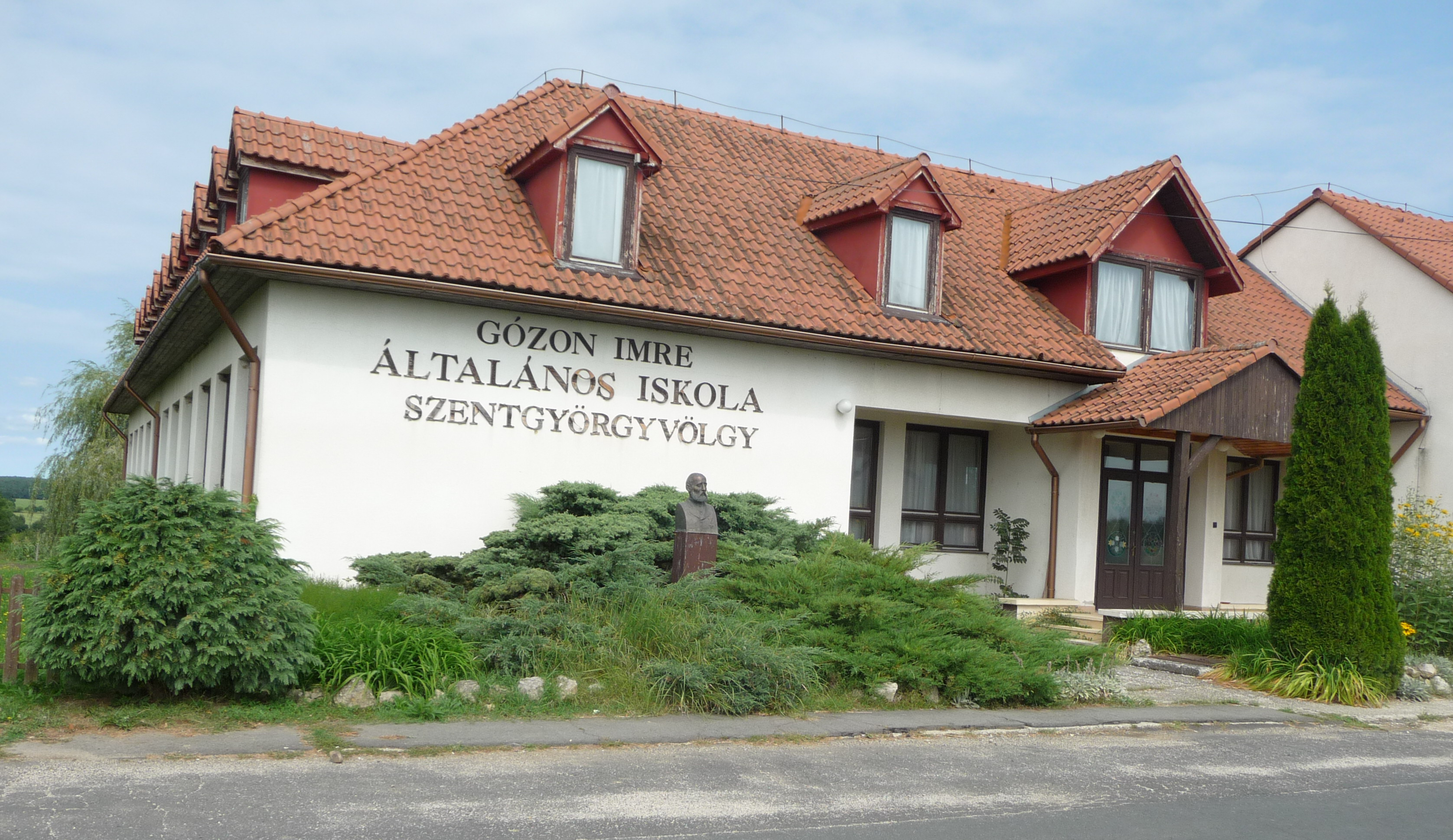
Nach Imre Gózon benannte Schule

## Verkehr
Durch Szentgyörgyvölgy verläuft die Landstraße Nr. 7423, von der in nördliche Richtung die Landstraße Nr. 7424 abzweigt, die Nach Magyarföld führt. Es bestehen Busverbindungen nach Velemér sowie über Márokföld und Nemesnép nach Csesztreg. Der nächstgelegene Bahnhof befindet sich 18 Kilometer südöstlich in Rédics.